# Зензелинский сельсовет
Зензели́нский сельсове́т — сельское поселение в Лиманском районе Астраханской области Российской Федерации.
Административный центр — село Зензели.

## История
6 августа 2004 года в соответствии с Законом Астраханской области № 43/2004-ОЗ сельсовет наделен статусом сельского поселения.

## Население
| 2010  | 2012  | 2013  | 2014  | 2015  | 2016  | 2017  |
| ----- | ----- | ----- | ----- | ----- | ----- | ----- |
| 3198  | ↗3260 | ↗3286 | ↘3219 | ↘3192 | ↘3143 | ↘3131 |
| 2018  | 2019  | 2020  | 2021  |       |       |       |
| ↘3103 | ↘3080 | ↘3033 | ↘2823 |       |       |       |

## Состав сельского поселения
В состав сельского поселения входят 1 населённый пункт:
| № | Населённый пункт | Тип населённого пункта       | Население |
| - | ---------------- | ---------------------------- | --------- |
| 1 | Зензели          | село, административный центр | ↘2823     |